# 라스트 렘넌트
《라스트 렘넌트》(일본어: ラストレムナント)는 스퀘어 에닉스에서 개발하고 배급한 롤플레잉 게임이다. 2008년 11월 20일 엑스박스 360 기반으로 전 세계 동시발매되었다. 다음 해 3월 말에는 마이크로소프트 윈도우 기반으로 발매되었으며 4월 9일에는 스팀을 통한 다운로드 용으로 발매되었다. 처음에는 플레이스테이션 3 버전도 발표했으나 발매되진 않았다.

## 게임 플레이 및 구성

### 전투 시스템
전투시스템은 기본적으로 턴방식 시스템을 채용하였으며 최대 70 장에 의한 집단 전이 치열하게 전개되고 대군을 조종하여 적의 대군과 싸운다. 명령 입력에 의한 턴제 시스템이며 일반적인 롤플레잉 게임 과 다르지 않은 간단한 조작으로 "동맹"이라는 부대로 나누어 여러 사람의 유닛을 지휘하고 집단 전을 펼친다. 전황에 따라 명령은 변화하고 전투에 실시간으로 개입 할 수 있는 시스템을 채용하고있다.

### 세계관
이 게임은 인간의 모습을 한 미트라, 강한 힘을 갖고있는 물고기 모습의 야마, 작은 개구리 모습의 쿠시티, 네 개의 팔을 갖고 있는 고양이 모습의 소바니라는 4종류의 휴머노이드 종족이 공존하고 있는 가상의 세계를 무대로 삼고 있으며, 세계는 여러 문화를 갖고 있는 도시로 구성되어있다.

## 평가
| 평론 점수 평론사 점수 PC PS4 엑스박스 360 1UP.com B- [ 3 ] N/A D [ 4 ] 패미츠 N/A N/A 38/40 [ 5 ] 게임 인포머 N/A N/A 7/10 [ 6 ] 게임스팟 8.0/10 [ 7 ] N/A 6.5/10 [ 8 ] 게임트레일러스 N/A N/A 8.0/10 [ 9 ] IGN 6.8/10 [ 10 ] N/A 5.3/10 [ 11 ] 통합 점수 메타크리틱 66/100 [ 12 ] 70/100 [ 13 ] 66/100 [ 14 ] |        |        |              |
| 평론 점수 |        |        |              |
| 평론사 | 점수   | 점수   | 점수         |
| 평론사 | PC     | PS4    | 엑스박스 360 |
| 1UP.com | B-     | N/A    | D            |
| 패미츠 | N/A    | N/A    | 38/40        |
| 게임 인포머 | N/A    | N/A    | 7/10         |
| 게임스팟 | 8.0/10 | N/A    | 6.5/10       |
| 게임트레일러스 | N/A    | N/A    | 8.0/10       |
| IGN | 6.8/10 | N/A    | 5.3/10       |
| 통합 점수 |        |        |              |
| 메타크리틱 | 66/100 | 70/100 | 66/100       |